# ديفيد بامفورد
ديفيد بامفورد (بالإنجليزية: David Bamford) هو لاعب كرة الريشة أسترالي، ولد في 29 مارس 1976 في ملبورن في أستراليا.

## وصلات خارجية
- ديفيد بامفورد على موقع BWF.tournamentsoftware.com (الإنجليزية)
- ديفيد بامفورد على موقع BWFbadminton.com (الإنجليزية)
- ديفيد بامفورد على موقع اللجنة الأولمبية الدولية (الإنجليزية)
- ديفيد بامفورد على موقع أوليمبيديا (الإنجليزية)
- ديفيد بامفورد على موقع اللجنة الأولمبية الأسترالية (الإنجليزية)
- ديفيد بامفورد على موقع اتحاد ألعاب الكومنولث (مؤرشف) (الإنجليزية)